# Shadow Work
Shadow Work è il terzo album in studio del gruppo musicale britannico Mammal Hands, pubblicato il 27 ottobre 2017 dalla Gondwana Records.

## Descrizione
Si tratta del primo album prodotto dal trio e presenta una maggiore direzione sperimentale del gruppo, con un utilizzo più variegato del sassofono da parte di Jordan Smart e con una maggiore influenze dalla musica d'ambiente.
In anticipazione all'uscita del disco il gruppo ha pubblicato il videoclip per la terza traccia Boreal Forest.

## Tracce
1. Black Sails – 4:46
2. Wringer – 3:12
3. Boreal Forest – 5:07
4. Solitary Bee – 4:48
5. Three Good Things – 5:51
6. Living Frost – 6:28
7. Near/Far – 1:43
8. Straight Up Raining – 5:33
9. Transfixed – 7:42
10. Being Here – 1:27

## Formazione
Gruppo
- Jordan Smart – sassofono
- Nick Smart – pianoforte, arrangiamento strumenti ad arco (tracce 1 e 6)
- Jesse Barrett – batteria, tabla

Altri musicisti
- Tom Moore – strumenti ad arco (tracce 1 e 6)
- Pete Yelding – strumenti ad arco (tracce 1 e 6)

Produzione
- Mammal Hands – produzione, missaggio
- George Atkins – registrazione, missaggio
- Norman Nitzsche – mastering